# عامر عبد الرحمن
عامر عبد الرحمن عبد الله حسين الحمادي من مواليد 3 يوليو ,1989 في أبوظبي ,الإمارات.
وهو لاعب كرة قدم إماراتي يلقب بزيدان الإمارات ويلعب لنادي العين ومنتخب الإمارات لكرة القدم ويعتبر من أفضل لاعبين خط الوسط في الإمارات لقدرته علي الاحتفاظ بالكرة ولتمريراته الدقيقة وصناعة اللعب.

## مسيرته الدولية
بدأ عامر مسيرته مع منتخب الإمارات لكرة القدم عندما تم استدعائه للمرة الأولى للمباراة الودية ضد فريق مانشستر سيتي في يوم 12 نوفمبر 2009 وشارك في الشوط الثاني، لكن لم يلعب بمستوي جيد وانتهت المباراة بفوز منتخب الإمارات 1-0. وبقى في تشكيلة المنتخب لبطولة الإمارات الرباعية الدولية الودية ولعب ضد منتخب التشيك وفازت الإمارات بضربات الترجيح 3-2 ولعب ضد منتخب العراق في المباراة النهائية وانتهت 0-1 لمنتخب العراق. ويوم 16 ديسمبر 2009 لعب مباراة اعتزال اللاعب علي عبد الرضا ضد المنتخب الكويتي وانتهت 0-0.

### كأس العالم للشباب 2009
بعد المستوى الرائع الذي قدمه في بطولة كأس آسيا للشباب 2008 في السعودية تم استدعائه لبطولة كأس العالم للشباب 2009 في مصر، لعب عامر خمس مباريات وصنع هدف واحد ووصل مع منتخب الإمارات إلى الدور ربع النهائي، وكان ضمن أفضل 10 لاعبين في البطولة.

### كأس الخليج للمنتخبات الأولمبية في قطر 2010
لعب عامر المباراة الأولى للإمارات ضد السعودية التي انتهت 1-0 للإمارات وكان أحد أسباب الفوز وحصل على أفضل لاعب في المباراة بعد تقديمه أداء ممتاز. ولعب المبارة الثانية والأخيرة من مباريات دور المجموعات ضد الكويت التي انتهت 1-1 وكان أيضاً عامر قد قدم مستوى رائع في المبارة وصنع الهدف الوحيد للإمارات في المباراة لأحمد خليل لتتأهل الإمارات لنصف النهائي وهي متصدرة المجموعة الثانية ب4 نقاط. ولعب مباراة النصف النهائي ضد المنتخب القطري والتي انتهت لصالح الإمارات بنتجية 3-1 وظهر عامر بمستوى رائع في المباراة.
واستدعي عامر عبد الرحمن إلى مباراه خيره ضد الفقر إلى جانب زيدان وعدة من نجوم العالم وقدم مستوى جيد...

## مسيرته الرياضية
لعب في نادي بني ياس و إنتقل من نادي بني ياس إلى نادي العين عام 2016 و انتقل إلى نادي الجزيرة في عام 2019 و عاد إلى نادي بني ياس مطلع عام 2021.

## الإنجازات

### الاندية

#### بني ياس
الدوري الإماراتي - الدرجة الأولى 2008/2009.

### المنتخب
تحت 20 سنة
كأس آسيا للشباب :2008 (بطل)
كأس العالم للشباب تحت 20 سنة :2009 (الربع النهائي)

#### فردية
كأس العالم للشباب 2009 :أفضل 10 لاعبين في مونديال الشباب.
أفضل لاعب واعد عربي لعام 2009 (مجلة الحدث الرياضية اللبنانية)
أفضل خامس لاعب صاعد في العالم 2009 (مجلة وورلد سوكر)

## وصلات خارجية
- عامر عبد الرحمن على موقع الاتحاد الدولي (مؤرشف)  (الإنجليزية)
- عامر عبد الرحمن على موقع قاعدة بيانات كرة القدم.إي يو (الإنجليزية)
- عامر عبد الرحمن على موقع ناشيونال فوتبول تيمز (الإنجليزية)
- عامر عبد الرحمن على موقع Soccerway.com (الإنجليزية)
- عامر عبد الرحمن على موقع كووورة
- عامر عبد الرحمن على موقع أوليمبيديا (الإنجليزية)
- عامر عبد الرحمن فيفا سجل المسابقات
- عامر عبد الرحمن بيانات وأهداف على موقع كوووة.كوم
- موقع سماوي.نت